# Costatoverruca alba
Costatoverruca alba är en kräftdjursart som först beskrevs av Henry Augustus Pilsbry 1907.  Costatoverruca alba ingår i släktet Costatoverruca och familjen Verrucidae. Inga underarter finns listade i Catalogue of Life.